# Atac de canal lateral

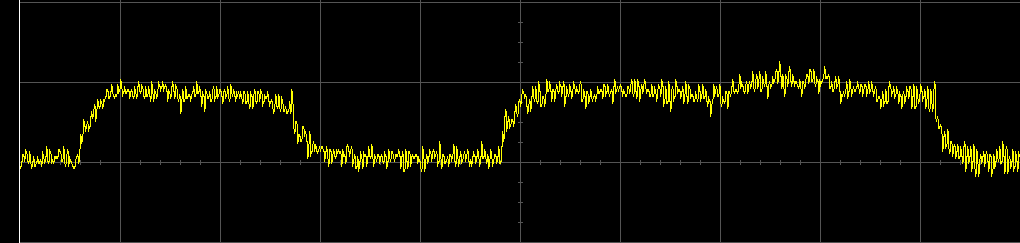
Un intent de descodificar els bits de clau RSA mitjançant l'anàlisi de potència. El pic esquerre representa les variacions de potència de la CPU durant el pas de l'algorisme sense multiplicació, el pic dret (més ampli) - pas amb multiplicació, permetent a un atacant llegir els bits 0, 1.

En seguretat informàtica, un atac de canal lateral és qualsevol atac basat en informació addicional que es pot recopilar a causa de la manera fonamental d'implementar un protocol o algorisme informàtic, en lloc de defectes en el disseny del protocol o algorisme en si (per exemple, defectes que es troben a una criptoanàlisi d'un algorisme criptogràfic) o errors o descuits menors, però potencialment devastadors, en la implementació. (La criptoanàlisi també inclou la cerca d'atacs de canals laterals). La informació de temps, el consum d'energia, les fuites electromagnètiques i el so són exemples d'informació addicional que es podria aprofitar per facilitar els atacs de canals laterals.
Alguns atacs de canal lateral requereixen coneixements tècnics del funcionament intern del sistema, encara que d'altres, com l'anàlisi de potència diferencial, són efectius com a atacs de caixa negra. L'auge de les aplicacions web 2.0 i del programari com a servei també ha augmentat significativament la possibilitat d'atacs de canals laterals a la web, fins i tot quan les transmissions entre un navegador web i un servidor estan xifrades (per exemple, mitjançant encriptació HTTPS o WiFi), segons a investigadors de Microsoft Research i de la Universitat d'Indiana.
Els intents de trencar un criptosistema enganyant o coaccionant persones amb accés legítim no solen considerar-se atacs de canal lateral: vegeu enginyeria social i criptoanàlisi de mànegues de goma.
Les classes generals d'atac de canal lateral inclouen:
- Atac a la memòria cau — atacs basats en la capacitat de l'atacant per supervisar els accessos a la memòria cau realitzats per la víctima en un sistema físic compartit com en un entorn virtualitzat o un tipus de servei al núvol.
- Atac temporal — atacs basats en mesurar el temps que triguen a dur a terme diversos càlculs (com ara, per exemple, comparar la contrasenya donada per un atacant amb la desconeguda de la víctima).
- Atac de control d'energia — atacs que fan ús del consum d'energia variable del maquinari durant el càlcul.
- Atac electromagnètic — atacs basats en la filtració de radiació electromagnètica, que pot proporcionar directament textos sense format i altra informació. Aquestes mesures es poden utilitzar per inferir claus criptogràfiques utilitzant tècniques equivalents a les de l'anàlisi de potència o es poden utilitzar en atacs no criptogràfics, per exemple, atacs TEMPEST (també conegut com a phreaking de van Eck o monitorització de radiació).
- Criptanàlisi acústica — atacs que exploten el so produït durant un càlcul (més aviat com l'anàlisi de potència).
- Anàlisi diferencial d'errors — en què es descobreixen secrets introduint errors en un càlcul.
- Remanència de dades — en què les dades sensibles es llegeixen després d'haver estat suposadament suprimides. (per exemple, atac d'arrencada en fred)
- Atacs d'error iniciats pel programari — actualment una classe rara de canals laterals, Row hammer és un exemple en què la memòria fora de límits es pot canviar accedint massa sovint a la memòria adjacent (provocant la pèrdua de retenció d'estat).
- Llista permesa — atacs basats en el fet que els dispositius de la llista permesa es comportaran de manera diferent quan es comuniquen amb dispositius de la llista permesa (enviant les respostes) i no permesos (no responen en absolut als dispositius). Es pot utilitzar el canal lateral basat en llistes de permís per fer un seguiment d'adreces MAC de Bluetooth.
- Òptic: en què es poden llegir secrets i dades sensibles mitjançant un enregistrament visual mitjançant una càmera d'alta resolució o altres dispositius que tinguin aquestes capacitats (vegeu els exemples a continuació).[4]